# Gresten-Land
Gresten-Land ist eine Gemeinde mit 1488 Einwohnern (Stand 1. Jänner 2024) im Bezirk Scheibbs in Niederösterreich.

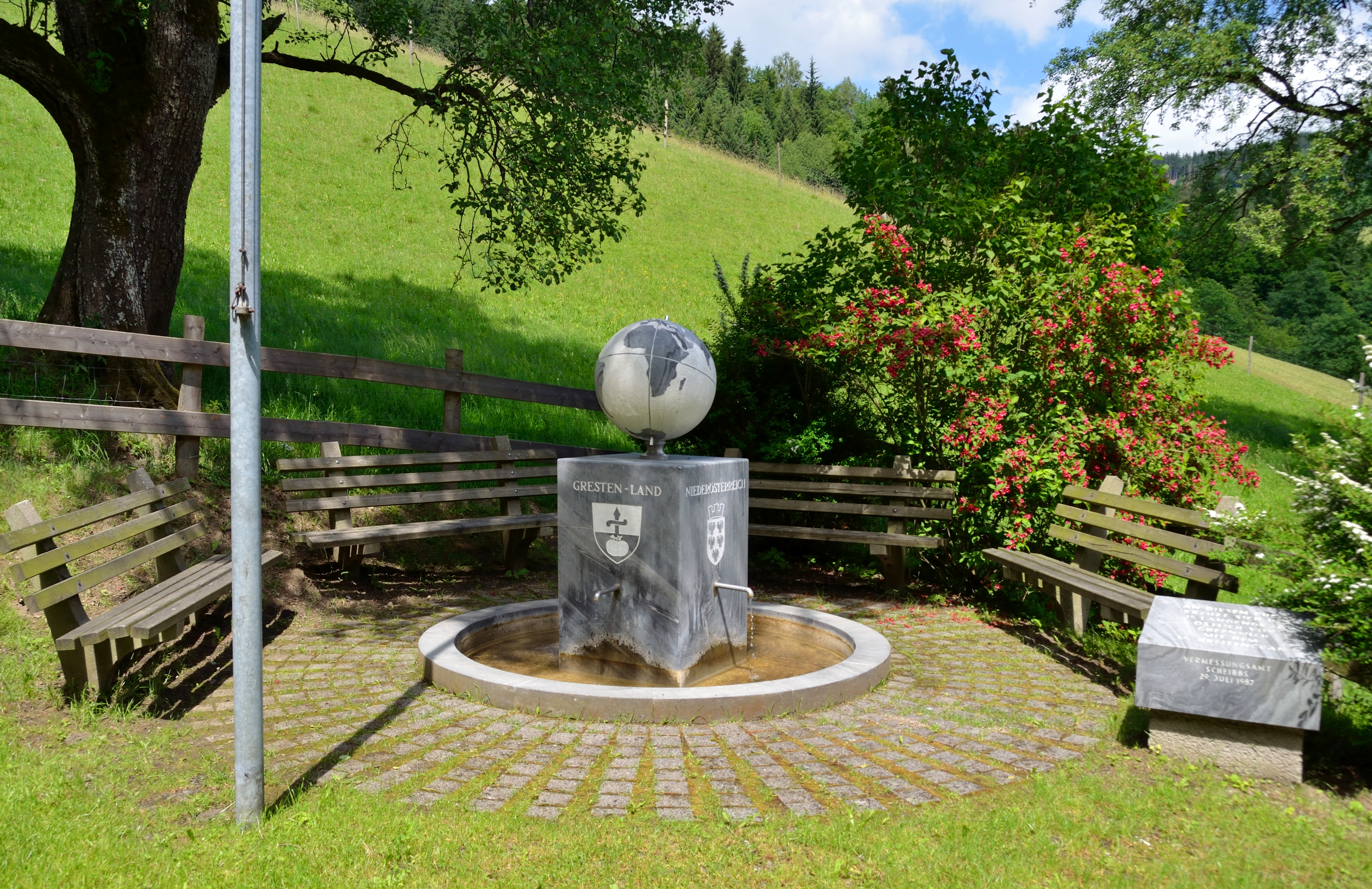
Meridianstein 15 Grad Ost / 48 Grad Nord

## Geografie
Gresten-Land liegt im Mostviertel in Niederösterreich.
Die Fläche der Gemeinde umfasst 55 Quadratkilometer. Beinahe die Hälfte der Fläche ist bewaldet, 46 Prozent sind landwirtschaftliche Nutzfläche. Auf dem Gemeindegebiet von Gresten-Land schneidet sich der 15. östliche Längengrad mit dem 48. nördlichen Breitengrad. An dieser Stelle ist ein Meridianstein errichtet.
Die höchste Erhebung der Gemeinde ist der Schwarzenberg mit 958 m ü. A.

### Gemeindegliederung
Das Gemeindegebiet umfasst folgende vier Ortschaften (in Klammern Einwohnerzahl Stand 1. Jänner 2024):
- Oberamt (427)
- Obergut (30)
- Schadneramt (346)
- Unteramt (685)

Die Gemeinde besteht aus den Katastralgemeinden Oberamt, Schadneramt und Unteramt.

### Nachbargemeinden
| Randegg      | Wang                                        | Reinsberg |
|              | Kompassrose, die auf Nachbargemeinden zeigt | Gresten   |
| Ybbsitz (AM) | Lunz am See                                 | Gaming    |

## Geschichte
Die Geschichte von Gresten-Land ist eng mit der Burg Oberhausegg verknüpft. Die Hausegger werden erstmals 1142 in einem Lehensbrief als Berengar de Hawsec, ministerialis Austriae erwähnt. Von der Burg selbst wird 1181 berichtet. Sie ist bis 1305 im Besitz der Hausegger, dann stirbt mit Friedrich III. die männliche Linie aus. Der Streit unter den Schwiegersöhnen Heinrich von Stein und Otto von Zinzendorf endet mit einem herzoglichen Schiedsspruch, bei dem Heinrich von Stein Oberhausegg erhält. Otto von Zinzendorf bekommt die Erlaubnis, Niederhausegg im heutigen Gresten zu errichten.
Im Jahr 1326 kauft der Bischof von Regensburg die Burg. Er setzt bischöfliche Pfleger ein. Im Zug des habsburgischen Erbfolgestreits erobert Reinprecht von Wallsee die Burg, danach wechseln die Besitzer rasch. Die Burg verfällt und in Dokumenten von 1588 und 1612 werden nur noch Ruinen erwähnt.
Im Jahr 1854 wird als Dank für das Ende der Cholera auf dem Burgareal die Oberhauskapelle aus den Mauerresten gebaut.
Am 26. April 1945 wurden in Schadneramt 16 ungarische Juden durch Mitglieder der SS ermordet.
Die Gemeinde entstand 1968 durch Vereinigung der Gemeinden Oberamt, Unteramt und Schadneramt.

### Einwohnerentwicklung
| Gresten-Land: Einwohnerzahlen von 1869 bis 2024     | Gresten-Land: Einwohnerzahlen von 1869 bis 2024 | Gresten-Land: Einwohnerzahlen von 1869 bis 2024 | Gresten-Land: Einwohnerzahlen von 1869 bis 2024 | Gresten-Land: Einwohnerzahlen von 1869 bis 2024 |
| --------------------------------------------------- | ----------------------------------------------- | ----------------------------------------------- | ----------------------------------------------- | ----------------------------------------------- |
| Jahr                                                |                                                 |                                                 |                                                 | Einwohner                                       |
| 1869                                                | 1869                                            |                                                 | 1.457                                           | 1.457                                           |
| 1880                                                | 1880                                            |                                                 | 1.481                                           | 1.481                                           |
| 1890                                                | 1890                                            |                                                 | 1.452                                           | 1.452                                           |
| 1900                                                | 1900                                            |                                                 | 1.446                                           | 1.446                                           |
| 1910                                                | 1910                                            |                                                 | 1.505                                           | 1.505                                           |
| 1923                                                | 1923                                            |                                                 | 1.445                                           | 1.445                                           |
| 1934                                                | 1934                                            |                                                 | 1.513                                           | 1.513                                           |
| 1939                                                | 1939                                            |                                                 | 1.475                                           | 1.475                                           |
| 1951                                                | 1951                                            |                                                 | 1.366                                           | 1.366                                           |
| 1961                                                | 1961                                            |                                                 | 1.423                                           | 1.423                                           |
| 1971                                                | 1971                                            |                                                 | 1.504                                           | 1.504                                           |
| 1981                                                | 1981                                            |                                                 | 1.486                                           | 1.486                                           |
| 1991                                                | 1991                                            |                                                 | 1.553                                           | 1.553                                           |
| 2001                                                | 2001                                            |                                                 | 1.544                                           | 1.544                                           |
| 2011                                                | 2011                                            |                                                 | 1.541                                           | 1.541                                           |
| 2021                                                | 2021                                            |                                                 | 1.497                                           | 1.497                                           |
| 2024                                                | 2024                                            |                                                 | 1.488                                           | 1.488                                           |
| Quelle(n): Statistik Austria, Gebietsstand 1.1.2021 |                                                 |                                                 |                                                 |                                                 |

## Wirtschaft und Infrastruktur

### Wirtschaftssektoren
Von den 146 landwirtschaftlichen Betrieben des Jahres 2010 wurden 89 im Haupt-, 53 im Nebenerwerb und vier von Personengemeinschaften geführt. Im Produktionssektor arbeiteten 72 der 81 Erwerbstätigen in der Bauwirtschaft. Der größte Arbeitgeber im Dienstleistungssektor war der Handel.
| Wirtschaftssektor            | Anzahl Betriebe | Anzahl Betriebe | Erwerbstätige | Erwerbstätige |
| Wirtschaftssektor            | 2011            | 2001            | 2011          | 2001          |
| ---------------------------- | --------------- | --------------- | ------------- | ------------- |
| Land- und Forstwirtschaft 1) | 146             | 162             | 193           | 166           |
| Produktion                   | 11              | 7               | 81            | 11            |
| Dienstleistung               | 31              | 18              | 40            | 67            |

1) Betriebe mit Fläche in den Jahren 2010 und 1999

### Arbeitsmarkt, Pendeln
Im Jahr 2011 lebten 840 Erwerbstätige in Gresten-Land. Davon arbeiteten 231 in der Gemeinde, beinahe drei Viertel pendelten aus.

### Öffentliche Einrichtungen
In der Gemeinde gibt es einen Kindergarten.

## Politik

### Gemeinderat
| Der Gemeinderat hat 19 Mitglieder. - Mit den Gemeinderatswahlen in Niederösterreich 1990 hatte der Gemeinderat folgende Verteilung: 15 ÖVP und 4 SPÖ. - Mit den Gemeinderatswahlen in Niederösterreich 1995 hatte der Gemeinderat folgende Verteilung: 17 ÖVP und 2 SPÖ. - Mit den Gemeinderatswahlen in Niederösterreich 2000 hatte der Gemeinderat folgende Verteilung: 16 ÖVP, 2 SPÖ und 1 FPÖ. - Mit den Gemeinderatswahlen in Niederösterreich 2005 hatte der Gemeinderat folgende Verteilung: 15 ÖVP und 4 SPÖ. - Mit den Gemeinderatswahlen in Niederösterreich 2010 hatte der Gemeinderat folgende Verteilung: 15 ÖVP und 4 SPÖ. - Mit den Gemeinderatswahlen in Niederösterreich 2015 hatte der Gemeinderat folgende Verteilung: 16 ÖVP und 3 SPÖ. - Mit den Gemeinderatswahlen in Niederösterreich 2020 hat der Gemeinderat folgende Verteilung: 16 ÖVP und 3 SPÖ. | Die zur Anzeige dieser Grafik verwendete Erweiterung wurde dauerhaft deaktiviert. Wir arbeiten aktuell daran, diese und weitere betroffene Grafiken auf ein neues Format umzustellen. (Mehr dazu) |

### Bürgermeister
Bürgermeister vor der Gemeindezusammenlegung waren:
| Unteramt - 1849–1864 Anton Teufel - 1861–1875 Wilhelm Albert Schleicher - 1875–1880 Leopold Hofmacher - 1880–1895 Wilhelm Albert Schleicher - 1895–1920 Stefan Hinterleitner - 1920–1930 Ignaz Hofmacher - 1930–1939 Leopold Rechberger - 1939–1945 Florian Loibl - 1945–1967 Heinrich Görlitzer | Oberamt - 1849–1867 Florian Bergmann - 1867–1868 Andreas Aigner - 1868–1871 Franz Kogler - 1871–1875 Leoplod Grasberger - 1875–1880 Johann Pöchhacker - 1880–1905 Leopold Wagner - 1905–1920 Johann Aigner - 1920–1927 Franz Wagner - 1927–1928 Ignaz Buchebner - 1928–1946 Florian Rußwurm - 1946–1963 Josef Fallmann - 1963–1967 Johann Buber | Schadneramt - 1849–1866 Ignaz Strohmayer - 1866–1875 Mathias Kandler - 1875–1880 Anton Wochner - 1880–1895 Mathias Kandler - 1895–1933 Michael Auer - 1933–1939 Rudolf Helmel - 1939–1947 Rupert Faschingleitner - 1947–1953 Florian Wieser - 1953–1967 Rupert Faschingleitner |

Bürgermeister seit der Gemeindezusammenlegung waren:
- 1968–1995 Konrad Daurer
- 1995–2000 Johann Buber
- 2000–2005 Johann Karner (ÖVP)
- 2005–2020 Leopold Latschbacher (ÖVP)
- seit 2020 Erich Buxhofer (ÖVP)

### Wappen
Blasonierung: In einem vom Silber in Grün geteilten Schild, oben ein aus der Schildesteilung wachsender Roter Spieß mit Goldener Parierstange, unten in Grün ein Goldener Apfel an einem Zweig mit zwei Goldenen Blättern hangend.
Das Wappen wurde der Gemeinde 1982 verliehen.

## Persönlichkeiten

### Ehrenbürger der Gemeinde
- 2021: Leopold Latschbacher, Bürgermeister von Gresten-Land 2005–2020[19]